# Попкова, Вера Ивановна
Вера Ивановна Попкова (Кабренюк) (2 апреля 1943, Челябинск — 29 сентября 2011, Львов) — советская легкоатлетка, бронзовый призёр летних Олимпийских игр в Мехико (1968) в эстафете 4×100 м. Заслуженный мастер спорта СССР (1971).

## Биография
Окончила Челябинский политехнический институт.
Выступала на спринтерских дистанциях. Первый тренер Виктор Алабин, в сборной СССР занималась у Леонида Бартенева.

## Результаты

### Соревнования

#### Главные международные соревнования
Победительница:
- матча СССР — США 1970 года (Беркли) в беге на 400 м;
- чемпионка Всемирных студенческих игр (1962, 1963) в эстафете 4×100 м, в беге на 200 м;
- зимних первенств Европы (1967—1971) в беге на 400 метров и в эстафетах;
- Бронзовый призёр первенства Европы (1966) в беге на 200 метров, Олимпийских игр в Мехико (1968) в эстафете 4×100 метров.

| Год  | Соревнования            | Город          | Дата                | Дистанция | Результат | Место | Видео |
| ---- | ----------------------- | -------------- | ------------------- | --------- | --------- | ----- | ----- |
| 1963 | Спартакиада             | Москва         | 9—15 августа        | 4×100 м   | 46,5      | II    |       |
| 1965 | Чемпионат               | Алма-Ата       | 9—11, 14—17 октября | 200 м     | 23,5      | I     |       |
| 1965 | Чемпионат               | Алма-Ата       | 9—11, 14—17 октября | 4×200 м   | 1.35,1    | I     |       |
| 1966 | Чемпионат               | Днепропетровск | 12—14 августа       | 100 м     | 11,6      | I     |       |
| 1966 | Чемпионат               | Днепропетровск | 12—14 августа       | 200 м     | 23,5      | I     |       |
| 1967 | Спартакиада             | Москва         | 28 июля — 1 августа | 100 м     | 11,7      | I     |       |
| 1967 | Спартакиада             | Москва         | 28 июля — 1 августа | 200 м     | 23,9      | II    |       |
| 1967 | Спартакиада             | Москва         | 28 июля — 1 августа | 4×200 м   | 1.35,3    | I     |       |
| 1968 | Чемпионат               | Ленинакан      | 15—18 августа       | 100 м     | 11,3      | III   |       |
| 1968 | Чемпионат               | Ленинакан      | 18 августа          | 200 м     | 23,3      | II    |       |
| 1968 | Чемпионат               | Ленинакан      | 15—18 августа       | 4×100 м   | 44,9      | I     |       |
| 1969 | Чемпионат               | Киев           | 17—20 августа       | 200 м     | 23,9      | III   |       |
| 1970 | Чемпионат               | Минск          | 12—14 сентября      | 400 м     | 54,0      | I     |       |
| 1970 | Чемпионат               | Минск          | 12—14 сентября      | 4×100 м   | 45,8      | III   |       |
| 1970 | Чемпионат               | Минск          | 12—14 сентября      | 4×400 м   | 3.39,2    | I     |       |
| 1971 | Чемпионат (в помещении) | Москва         | 27—28 февраля       | 200 м     | 24,8      | I     |       |
| 1971 | Чемпионат (в помещении) | Москва         | 27—28 февраля       | 400 м     | 55,0      | I     |       |

1. ↑  Состав команды РСФСР:  Римма Кошелева, Вера Попкова, Нина Чалова, Людмила Самотёсова
2. ↑  Состав команды РСФСР: Людмила Диденко, Раиса Олонцова, Вера Попкова, Людмила Самотёсова
3. ↑  Состав команды РСФСР: Людмила Григорьева, Татьяна Арнаутова, Людмила Самотёсова, Вера Попкова
4. ↑  Состав команды Буревестник: Лилия Ткаченко, Наталья Бурда, Наталья Романова, Вера Попкова
5. ↑  Состав команды РСФСР: Людмила Михайлова, Людмила Самотёсова, Елена Балашова, Вера Попкова
6. ↑  Состав команды РСФСР: Вера Попкова, Татьяна Ельянова, Лариса Моисейчикова, Таисия Ковалевская

## После спорта
С 1973 года[уточнить] жила в Львове, до ухода на пенсию работала инженером в НИИ.